# آتیلا کایا
آتیلا کایا (به ترکی استانبولی: Atila Kaya) (زادهٔ ۱۵ اوت ۱۹۵۷ شهر قارص) سیاستمدار و نمایندهٔ آذری‌الاصل مجلس ملی کبیر ترکیه از حزب حرکت ملی است.

## منبع
- مشارکت‌کنندگان ویکی‌پدیا. «Atila Kaya». در دانشنامهٔ ویکی‌پدیای ترکی، بازبینی‌شده در ۲۳ فوریه ۲۰۱۴.